# 불꽃놀이

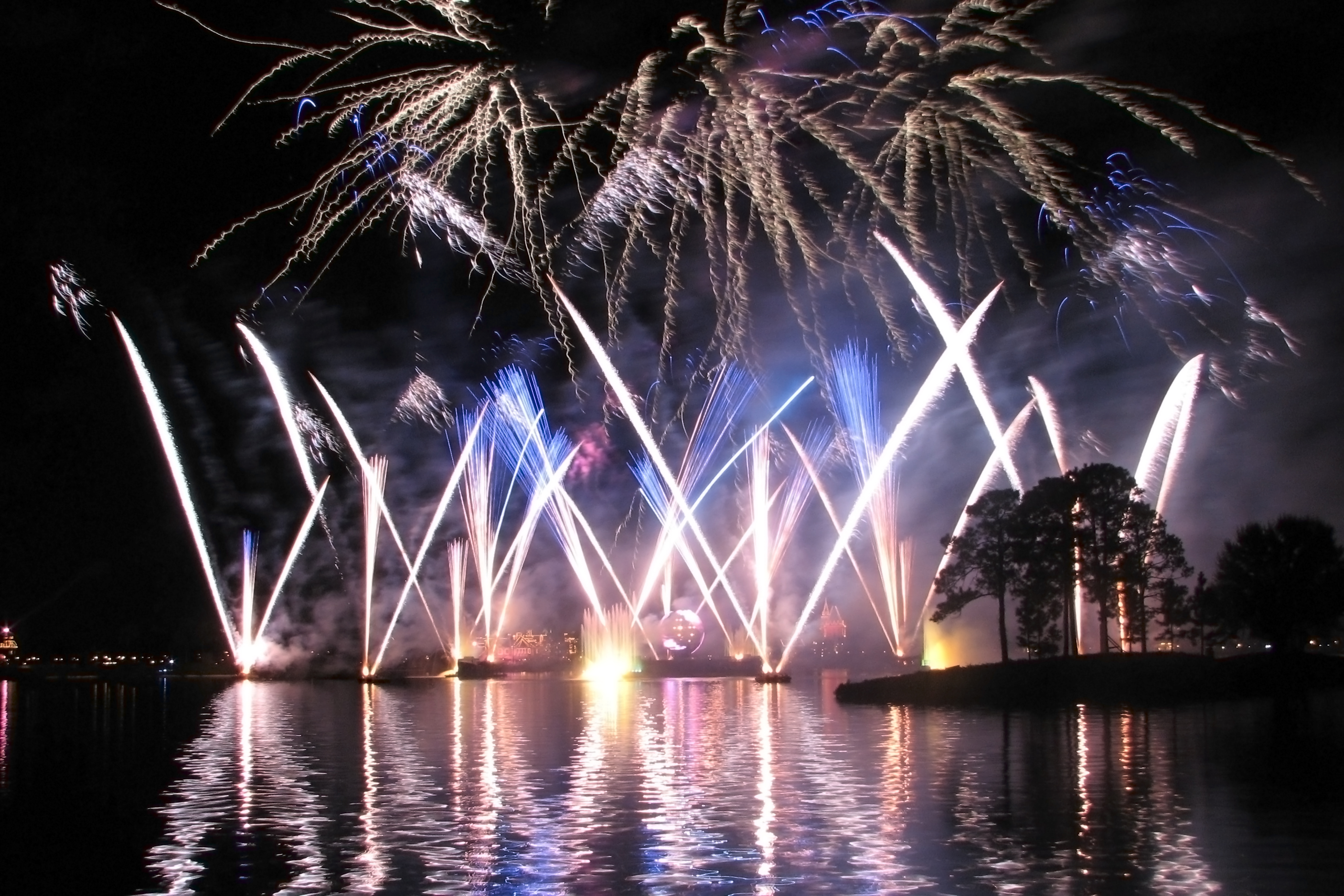
월트 디즈니 월드의 불꽃놀이.

불꽃놀이는 화약과 금속 분말을 혼합한 것을 공중에 쏘아올려 폭발 또는 연소시켜 빛과 소리를 즐기는 것이다. 불꽃놀이는 불꽃 반응을 이용하여 혼합하는 금속의 종류에 따라 다양한 색을 낼 수 있다.

## 불꽃축제

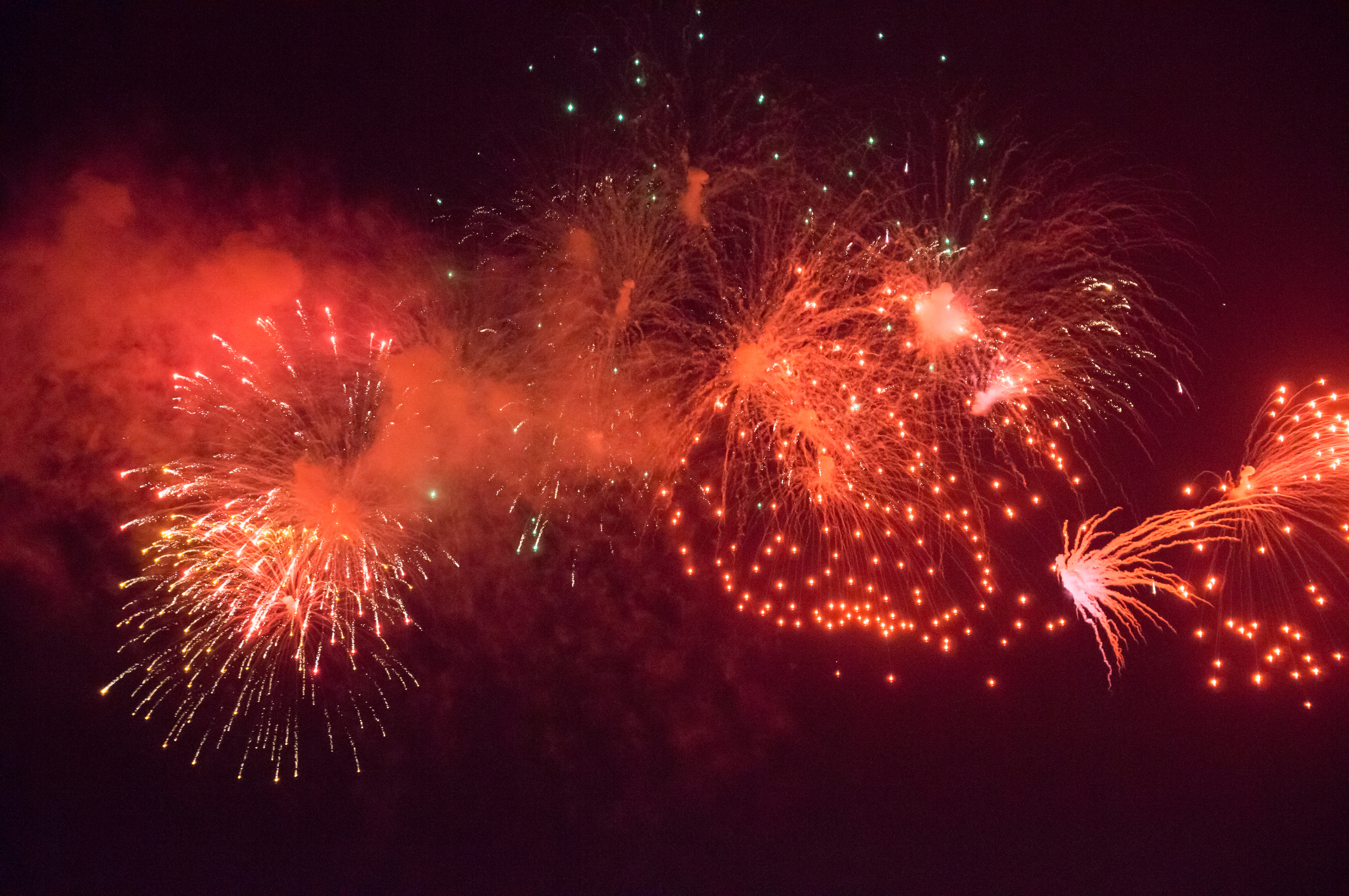
불꽃놀이

불꽃축제는 폭죽 따위의 불꽃을 쏘아 올려 즐기는 축제를 말한다.
각 나라마다 대회가 존재하는데 가장 크고 권위있는 대회로는 캐나다 몬트리올대회로 여겨지고 있다. 아시아팀으로는 중국,일본,필리핀등이 우승한 경력이 있다.

### 부산불꽃축제
부산불꽃축제는 2005년부터 매년 10월 즈음에 열리는 불꽃 축제이다. 2005년 11월 16일에 처음 개최된 이래 2013년 10월 25일 ~ 26일간 9회 개최되었다

### 서울세계불꽃축제
서울세계불꽃축제는 2000년부터 매년 10월 즈음에 대한민국 서울특별시 여의도에서 한화 주최로 열리는 불꽃 축제이다. 2000년 10월 7일 ~ 28일까지 매주 토요일 개최한 이래 2014년 10월 4일까지 12회 개최되었다.
한국의 대표 불꽃축제로 자리잡은 '서울세계불꽃축제'는 매년 100만 명 이상이 찾는 축제로 올해 13회째다. 2015년 행사에는 한국과 미국, 필리핀 등 3개 나라의 대표팀이 참가했다.

## 같이 보기
- 불꽃 반응
- 폭죽
- 중화민국 국경 불꽃놀이